# 纽黑文 (印第安纳州)
纽黑文（New Haven），美国印第安纳州艾伦县的一个城市，与韦恩堡相邻。总人口14,794（2010年），为印第安纳州艾伦县第2大城市。